# بولسينا لاكوس
بولسينا لاكوس (باللاتينية: Bolsena Lacus) هي واحدة من عدد من البحيرات الهيدروكربونية التي تم اكتشافها على تيتان أكبر أقمار زحل.
تقع بولسينا لاكوس بالقرب من القطب الشمالي لتيتان، وتتركز في خط العرض 75.75°N وخط الطول 10.28°W، ويبلغ طولها 101 كم. وهي تقع في منطقة القطب الشمالي حيث تم اكتشاف معظم البحيرات الكبيرة على تيتان.
تتكون البحيرة من الميثان السائل والإيثان. تم الكشف عنها بواسطة المسبار الفضائي كاسيني. تمت تسميتها في 2007 على اسم بحيرة بولسينا في إيطاليا.

## وصلات خارجية
- USGS labelled synthetic aperture radar map of Titan's north polar region